# Ulrich Rösch

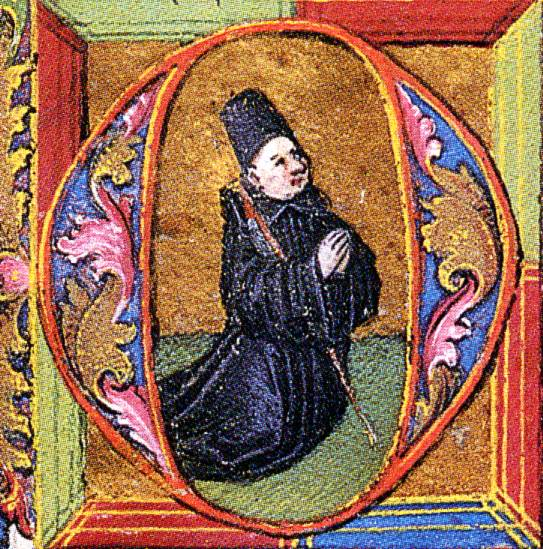
Ulrich Rösch beim Gebet

Ulrich Rösch (* 4. Juli 1426 in Wangen im Allgäu; † 13. März 1491 in Wil) war ein deutscher Mönch. In den Jahren 1463 bis 1491 war er Abt des Klosters St. Gallen. Er gilt als einer der herausragenden Äbte des Klosters.

## Leben
Rösch, ein Bäckersohn, war der erste Abt von St. Gallen aus bürgerlicher Herkunft. Er wurde aufgrund seiner Begabung in die Klosterschule aufgenommen und zwischen den Jahren 1440 und 1445 Mönch. 1451 wurde er zum Großkeller des Klosters, doch schon zwei Jahre später musste er das Kloster verlassen. 1453/1454 lebte er im Kloster Wiblingen bei Ulm. Rösch wird die Vaterschaft von zwei Kindern zugeschrieben. Der Reformator Vadian nannte ihn deswegen einen „Hurer“.

## Wirken

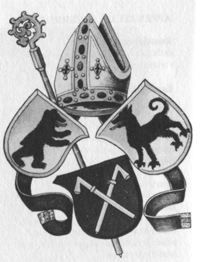
Wappen des Abts mit Wappen der Fürstabtei links oben und Grafschaft Toggenburg, rechts oben

Nach der Rückkehr in das Heimatkloster wurde Rösch zum führenden Kopf der reformgesinnten Konventualen, die sich gegen eine Umwandlung in ein Chorherrenstift wandten. 1457 wurde Rösch Administrator, nachdem aufgrund einer Visitation Abt Kaspar von Breitenlandenberg suspendiert worden war. 1463 gab dieser sein Amt krankheitshalber auf, Rösch wurde an seiner Stelle nun auch formal Abt. Noch im selben Jahr starb Breitenlandenberg.
Röschs Abtszeit ist gekennzeichnet durch Stärkung der klösterlichen Disziplin, vor allem aber durch die Konsolidierung der Klosterfinanzen und den kraftvollen Ausbau der Landesherrschaft der Fürstabtei. Sein Plan, das Kloster nach Rorschach zu verlegen, um es aus der Umklammerung durch die Stadt St. Gallen zu befreien, scheiterte, da die Bürger der Stadt St. Gallen im Bund mit den Appenzellern im «Rorschacher Klosterbruch» 1489 die in Rorschach begonnenen Bauten zerstörten. Auf Druck der eidgenössischen Schirmorte des Klosters mussten dafür zwar Entschädigungszahlungen geleistet werden, das Kloster blieb aber in der Stadt St. Gallen. Rösch förderte auch das geistige Leben der Abtei und trat als Bauherr hervor. Er gab Ergänzungen zum Wappenbuch beim Maler Hans Haggenberg in Auftrag.

## Grabmal
Nach seinem Tod im März 1491 in Wyl wurde Rösch in einem Trauerzug unter Beteiligung auch der Bürger St. Gallens zu seiner letzten Ruhestätte im Kreuzgang an der rechten Außenwand des Münsterchores gebraclht, wo er am 15. März 1491 bestattet wurde. Das prächtige Grabmal, dessen Ausstattung Rösch schon Jahre vor seinem Tod beaufsichtigt hatte, wurde während des Bildersturms 1531 zerstört. Nur ein Freskenfragment des doppelten Hochgrabes ist erhalten.